# Хай Уикъмб
Хай Уикъмб (на английски: High Wycombe), често наричан само Уикъмб, е град в южната част на област (графство) Бъкингамшър, регион Югоизточна Англия. Той е административен център на едноименната община Уикъмб. Населението на самия град към 2001 година е 77 178 жители, а общото население на образуваната около него агломерация надхвърля 118 000.

## Описание
Най-ранните документирани сведения за наличието на селището са от 970 година с името „Wicumun“. Официален статут на пазарен град получава през 1237 година.
Средновековната енорийска църква „Вси Светии“, която е сред забележителностите на града, е осветена през далечната 1086 година. Съвременният вид на сградата е резултат от няколкото разширения и реконструкции през вековете. По протежение на главната улица на града, превърната в пешеходна зона през 1990-те години, може да се видят множество сгради от 18-и и 19 век. Сред тях се открояват сградата на общинския съвет, построена през 1757 година, обновена през 1859 година и т.нар. сграда „Пепър Пот“ с интересното си формообразуване, построена през 1761 година. В северните покрайнини на града е разположена друга културно-историческа забележителност – имението „Хюендън Манър“, което привлича с прекрасната си архитектура и красиви градини. В средата на 19 век, в продължение на три десетилетия, в резиденцията е живял бележития британски държавник Бенджамин Дизраели.
През периода 2000-2008 година, са осъществени няколко големи инвестиционни проекта, придаващи съвременен модерен облик на града. В централната част е изграден големия търговски център „Идън“ с над 100 магазина, ресторанти, кино- и боулинг зали. В близост до него е издигната и новата автогара. С модерна сграда се сдобива и Бъкингамшърския Нов Университет, който е базиран в Хай Уикъмб.
В крайните западни части на града е разположен стадион „Адамс Парк“, който е дом на местния професионален футболен клуб - Уикъмб Уондърърс, член на английската футболна лига.

## География
Хай Уикъмб е разположен по поречието на река Уай (Wye), откъдето произлиза името Уикъмб. Реката протича през централната част на града но там коритото ѝ е скрито под бетонно покритие вследствие на строителни начинания, стартирали през 1960-те години. 
 С разрастването си през последното столетие, Хай Уикъмб се превръща в ядро на урбанизирана територия - агломерация, включваща в състава си множество от прилежащите селища сред които Даунли, Хейзълмиър и Тайлърс Грийн, вече официално са със статут на предградия. Поради тази причина данните за населението за града Хай Уикъмб варират от 77 000 до над 92 000 жители. Урбанизираната територия се разпростира на югоизток достигайки границата към графство Бъркшър, дефинирана от средното течение на река Темза, обхващайки селата Лаудуотър, Флакуел Хийт и Бърн Енд.
На около 5 километра в източна посока, на територията на община Южен Бъкс, е разположен град Бекънсфийлд, който въпреки близостта си, статистически не е включен към агломерацията.
В непосредствена близост, по южната тангента на Хай Уикъмб, преминава Автомагистрала М40, която свързва столицата Лондон с Оксфорд и Бирмингам. На около 13 километра в източно направление преминава най-външния ринг - околовръстен обход на метрополиса Голям Лондон, дефиниран от Автомагистрала М25. Централните части на Лондонското Сити са разположени на около 40 километра в югоизточно направление.

## Население
Данните за населението на град Хай Уикъмб варират от 77 000 до над 92 000 поради присъединяваните прилежащи селища и обявяването им за предградия. Градът е ядро на статистически дефинирана агломерация с общо население към 2001 година от 118 229 жители. В Хай Уикъмб има значителна популация от азиатски преселници, най-вече от Пакистан и Бангладеш.
Долната таблица показва съставните части на агломерацията:
| Населено място             | Население |
| -------------------------- | --------- |
| Бърн Енд и Флакуел Хийт    | 12 795    |
| Кокхам                     | 5304      |
| Грейт Кингсхил             | 2452      |
| Хейзълмиър и Тайлърс Грийн | 20 500    |
| Хай Уикъмб                 | 77 178    |
| ОБЩО                       | 118 229   |